# Мавриас, Харис
Хара́лампос (Ха́рис) Маври́ас (греч. Χαράλαμπος (Χάρης) Μαυρίας; 21 февраля 1994, Закинтос) — греческий футболист, правый защитник клуба «Аполлон» и сборной Греции.

## Клубная карьера
Харис Мавриас — воспитанник клуба «Панатинаикос», в академии которого он начал заниматься в возрасте 12 лет. В 2009 году, в возрасте 15 лет, он был одним из членов «золотой команды» резервистов ПАО. С 2010 года Мавриас стал выступать в основном составе «Панатинаикоса», дебютировав 20 июля в товарищеской игре с «Вольфсбургом». 20 октября он дебютировал в Лиге чемпионов в матче против «Рубина», таким образом, став вторым по возрасту дебютантом этого турнира, после Селестина Бабаяро. 27 июля Харис забил за клуб свой первый гол, поразив ворота «Козани» с пенальти в рамках Кубка Греции.
1 июня 2012 года Мавриас продлил контракт с «Панатинаикосом» до 2016 года. 31 июля Харис забил первый гол в карьере в Лиге чемпионов, отличившись в матче третьего квалификационного раунда с «Мотеруэллом». Таким образом, он стал самым молодым игроком ПАО, забивавшим в международных играх. 9 декабря Мавриас поразил ворота «Олимпиакоса», принеся клубу ничью со счетом 2:2 и став самым молодым автором гола в афинском дерби — на момент матча Харису было 18 лет и 291 день.
25 января 2014 года забил первый гол за «Сандерленд» в домашнем кубковом матче против клуба «Киддерминстер Харриес», оказавшийся победным (1:0).